# 창녕 관룡사 목조석가여래삼불좌상 및 대좌
창녕 관룡사 목조석가여래삼불좌상 및 대좌(昌寧 觀龍寺 木造釋迦如來三佛坐像 및 臺座)는 대한민국 경상남도 창녕군 창녕읍, 관룡사에 있는 조선시대의 불상 및 그 대좌이다. 2011년 12월 23일 대한민국의 보물 제1730호로 지정되었다. 17세기 전반의 불교조각으로 불상양식이나 조각승들의 사승(師承) 관계와 양식의 계보를 잘 알려주며, 세 불상 자체가 보여주는 종교적인 무게감도 크다.

## 역사
경상남도 창녕군 관룡사의 목조석가여래삼불상은 좌우에 약사여래와 아미타여래로 구성된 삼불상이다. 본존불의 대좌 밑쪽에 묵서를 통해 숭정(崇禎) 2년, 1629년(인조 7) 기사(己巳) 10월에 불상조성을 시작해서 그 다음해(1630년) 5월에 완성되었음을 알 수 있다. 조각에는 현진(玄眞), 승일(勝一), 천민(天敏), 수영(守英)등 8인이 참석하였는데 그중의 대표격인 현진(玄眞)은 17세기 초에 경남 함양 상령대보살상, 전라남도 구례 천은사의 목조보살상, 충청남도 보은 법주사 소조아미타여래삼불상 조성에 참여하였으며 이 상은 비교적 현진의 말년에 제작한 상이다. 현진의 초기 불상에서 보이던 예쁘장함은 사라지고 대형의 법주사에서 보이던 엄숙한 표정에서 벗어나서 이제는 천진스러운 모습에서 현진 불상의 특징을 잘 보여주고 있다. 조각승 승일과는 처음으로 같이 제작하였으며 승일이 제작한 전라남도 영광 불갑사 목조석가여래삼불좌상, 경상남도 하동 쌍계사 목조석가여래삼불좌상 및 사보살입상과 같은 상에서 그 양식적 계승의 특징이 보인다.

## 형태
본존 석가여래불좌상은 높이가 150cm로 비교적 큰상에 속하며 양쪽의 불상들은 본존보다 크기가 작게 120cm정도의 크기이다. 불상들은 얼굴형이 네모나고 코가 유난히 높고 크며 입과 턱 사이의 간격이 좁은 편이어서 상의 인상이 약간 어린아이와 같은 천진한 표정이다. 또한 불상의 옷주름 처리가 단순하고 넓은 면으로 율동감 있게 표현되었으며 결가부좌(結跏趺坐)한 다리부분의 폭이 짧은 편으로 불상의 안정감과 위엄스러움이 약간 쇠퇴되었다.

## 같이 보기
- 관룡사

## 참고 자료
- 창녕 관룡사 목조석가여래삼불좌상 및 대좌 - 국가유산청 국가유산포털